# ساسان انصاری
ساسان انصاری (زادهٔ ۱۴ اردیبهشت ۱۳۷۰) بازیکن فوتبال اهل ایران است که در پست وینگر راست و به عنوان کاپیتان برای باشگاه فولاد در لیگ برتر خلیج فارس بازی می‌کند.

## عملکرد باشگاهی

### فولاد

#### فصل ۹۳–۱۳۸۸؛ اوایل بازی در فولاد و رسیدن به تیم بزرگسالان
انصاری فوتبال خود را در سال ۱۳۸۶ در پایه‌های فولاد آغاز کرد. انصاری پس از آقای گلی در فصل ۸۹–۱۳۸۸ لیگ امید، با نظر مجید جلالی، سرمربی وقت فولاد، برای انجام دو بازی لیگ برتر در هفته‌های چهاردهم و پانزدهم مقابل باشگاه‌های پاس همدان و صبا، انصاری به بزرگسالان فولاد، دعوت شد.
در سال ۱۳۹۰، بار دیگر انصاری با نظر مجید جلالی به تیم بزرگسالان فولاد پیوست. انصاری اولین بازی خود را برای فولاد، در هفتهٔ هفتم لیگ برتر مقابل شهرداری تبریز انجام داد. انصاری اولین گل خود را در پیروزی ۳–۰ فولاد در هفتهٔ بیست و پنجم لیگ در مقابل صبا به ثمر رساند. دومین گل انصاری در تساوی ۱–۱ فولاد مقابل داماش گیلان بود. انصاری در این فصل ۱۶ بازی کرد و ۲ گل و ۱ پاس‌ گل به ثمر رساند.
انصاری در لیگ قهرمانان آسیا ۲۰۱۴ در ۸ بازی فولاد به میدان رفت و موفق به دادن ۳ پاس‌ گل مقابل تیم‌های الفتح (۲) و الجیش شد. انصاری در این فصل به‌ همراه فولاد قهرمان لیگ برتر خلیج فارس شد.

#### فصل ۹۴–۱۳۹۳
انصاری در تساوی ۲–۲ فولاد در هفتهٔ دهم لیگ برتر مقابل نفت تهران، اولین گل فولاد را در دقیقهٔ ۳۳ به‌ ثمر رساند. در هفتهٔ دوازدهم لیگ، انصاری تک‌گل پیروزی‌بخش تیمش را در مقابل ذوب‌آهن به‌ ثمر رساند.
انصاری در تمام ۶ بازی رفت و برگشت فولاد در مرحلهٔ گروهی لیگ قهرمانان آسیا ۲۰۱۵ مقابل السد، الهلال و لوکوموتیو تاشکند به میدان رفت.
انصاری در پایان فصل در تمامی رقابت‌ها برای فولاد ۳۴ بازی انجام داد و ۳ گل و ۱ پاس‌ گل به‌ ثمر رساند.

#### فصل ۹۵–۱۳۹۴
در هفتهٔ بیست و سوم لیگ برتر، در شکست ۲–۳ فولاد مقابل تراکتور، انصاری هر دو گل فولاد را به‌ثمر رساند. در پیروزی ۳–۲ فولاد در هفتهٔ بیست و هشتم لیگ برتر مقابل استقلال اهواز، انصاری هر ۳ گل فولاد را به‌ثمر رساند و هت‌تریک کرد. انصاری با زدن ۹ گل در لیگ برتر برای فولاد، بهترین گلزن فصل فولاد شد.

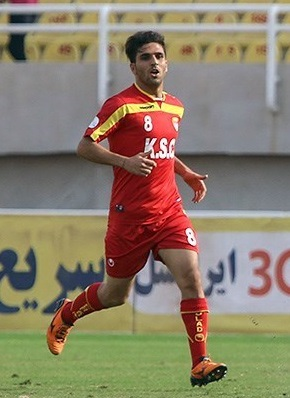
انصاری در حال بازی برای فولاد در سال ۱۳۹۵

در مجموع انصاری در این فصل برای فولاد در تمامی رقابت‌ها ۳۰ بازی کرد و ۱۰ گل و ۵ پاس‌ گل به‌ ثمر رساند.

### پرسپولیس
در خرداد ۱۳۹۵ انصاری با قراردادی ۲ ساله رسماً به پرسپولیس پیوست. انصاری با یک رزومهٔ قابل قبول به پرسپولیس پیوست اما به دلیل شلوغ بودن خطِ هافبک پرسپولیس، به او بازی نرسید و از ۴ بازی اول پرسپولیس فقط ۲ بازی را به‌ عنوان بازیکن تعویضی به میدان رفت و مجموعاً ۳۱ دقیقه برای پرسپولیس بازی کرد. انصاری در شهریور ۱۳۹۵ قرارداد خود را با پرسپولیس فسخ کرد و از این تیم جدا شد.

### بازگشت‌ به فولاد

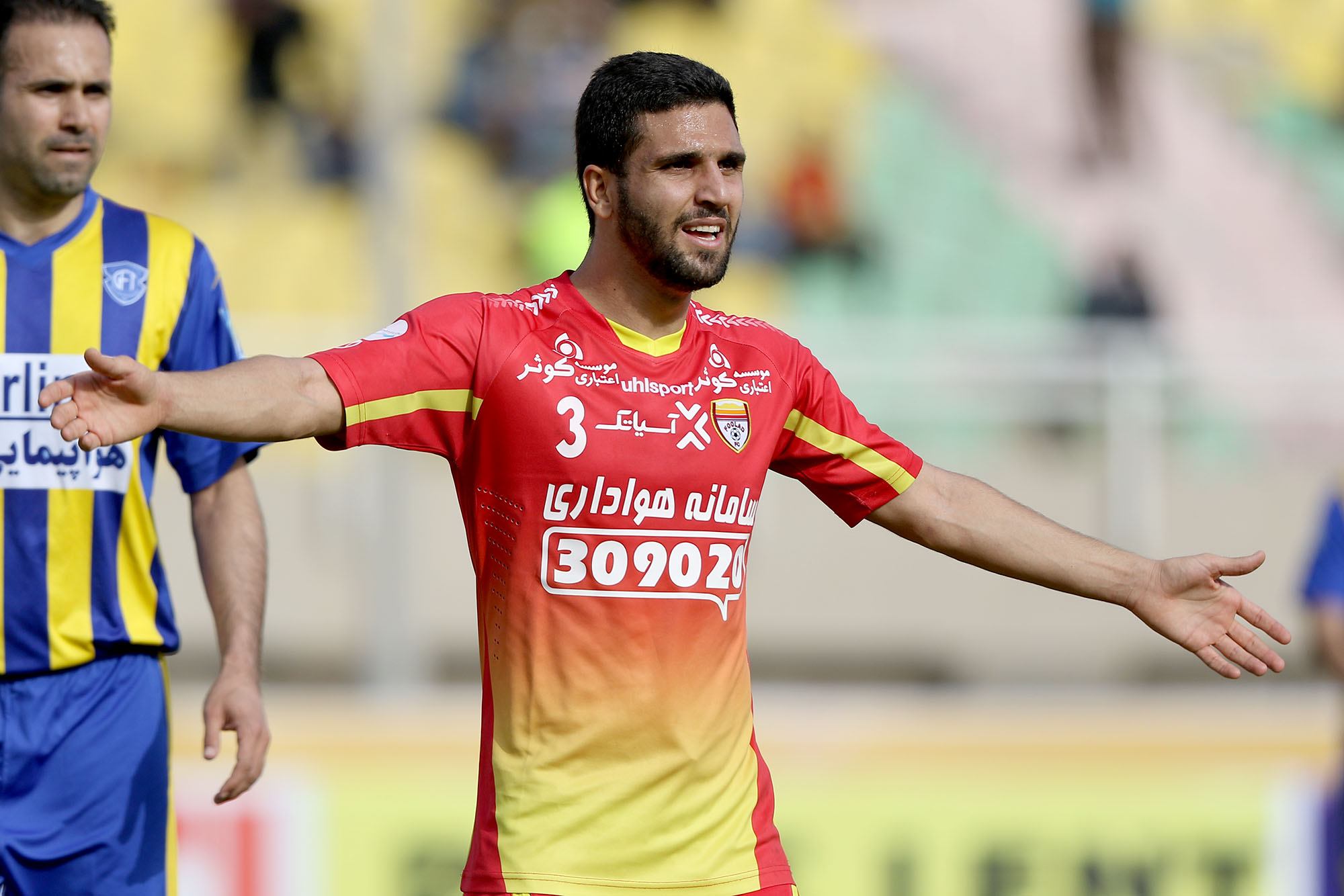
انصاری در حال بازی برای فولاد در سال ۱۳۹۶

انصاری پس از حضوری ناموفق در پرسپولیس، با قراردادی ۱ ساله، ادامه فصل را به فولاد پیوست. اولین بازی انصاری برای فولاد مقابل سایپا در هفتهٔ پنجم لیگ بود، که با نتیجهٔ ۲–۲ به پایان رسید. انصاری در این بازی گل اول فولاد را به‌ثمر رساند. انصاری در بازی بعدی فولاد در مقابل شهر خودرو، تک‌گل پیروزی‌بخش تیمش را به‌ثمر رساند.
در پیروزی ۲–۰ فولاد در مقابل صبا، انصاری یک گل زد و یک پاس‌ گل داد. در تساوی ۲–۲ فولاد در مقابل تراکتور در هفتهٔ نهم لیگ، انصاری دوباره یک گل زد و یک پاس‌ گل داد. در دو بازی متوالی فولاد در هفته‌های دهم و یازدهم مقابل استقلال تهران و سپاهان، که هر دو بازی با تساوی ۱–۱ به پایان رسید، انصاری در هر دو بازی گل‌های فولاد را به‌ثمر رساند. در پیروزی ۴–۲ فولاد مقابل نفت تهران در هفتهٔ دوازدهم لیگ برتر، انصاری هت‌تریک کرد.

#### رکورد گلزنی در هفت بازی متوالی در تاریخ لیگ برتر
در پیروزی ۳–۰ فولاد در هفتهٔ چهاردهم لیگ مقابل صنعت نفت آبادان، انصاری ۲ گل برای فولاد به‌ ثمر رساند و به یک رکورد تاریخی در لیگ برتر دست یافت. انصاری پس از گلزنی مقابل صنعت نفت، این هفتمین بازی پیاپی بود که موفق به گلزنی در لیگ برتر شد و رکورد قبلی که دست فرهاد مجیدی با گلزنی در شش هفتهٔ متوالی بود را شکست.
در نهایت، انصاری نیم‌فصل اول لیگ را در فولاد، با انجام دادن ۱۱ بازی و به ثمر رساندن ۱۲ گل و ۲ پاس‌ گل به پایان رساند و آقای گل نیم‌فصل اول لیگ برتر شد.
در هفتهٔ بیست و دوم لیگ برتر در تساوی ۲–۲ فولاد در برابر گسترش فولاد تبریز، انصاری یک گل زد و یک پاس‌ گل داد. در تساوی ۲–۲ فولاد در مقابل نفت تهران، انصاری هر دو گل فولاد را به‌ ثمر رساند. در پایان لیگ برتر، انصاری در ۲۵ بازی، ۱۶ گل به‌ ثمر رساند و ۳ پاس‌ گل داد و بهترین گلزن این فصل فولاد، و دومین گلزن برتر، لیگ شد.
انصاری در اولین بازی فولاد در جام حذفی در مقابل عقاب تبریز تک‌گل پیروزی‌بخش تیمش را زد. در دومین بازی فولاد در مقابل فولاد یزد که با نتیجهٔ ۲–۱ به نفع فولاد خوزستان به پایان رسید، انصاری یک گل زد و یک پاس‌ گل داد. فولاد در سومین بازی خود در جام حذفی، مقابل نفت و گاز گچساران، با نتیجه ۲–۳ در ضربات پنالتی شکست خورد و از دور مسابقات کنار رفت.
در مجموع، انصاری در این فصل در تمامی رقابت‌ها برای فولاد، ۲۸ بازی انجام داد و ۱۸ گل به‌‌ثمر رساند و ۴ پاس گل داد.

### سپاهان

#### فصل ۹۷–۱۳۹۶

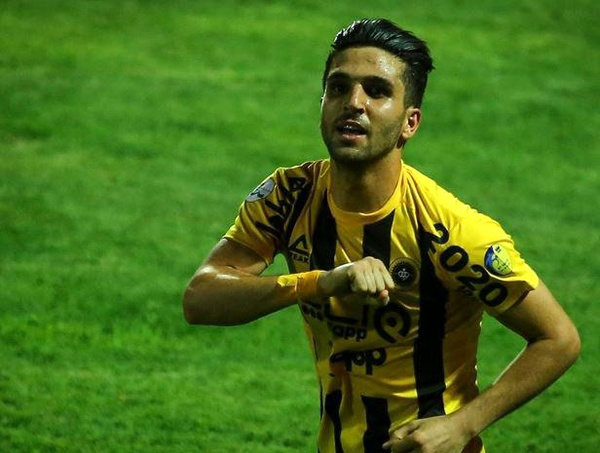
انصاری پس از گلزنی مقابل ذوب‌آهن در سال ۱۳۹۶

ساسان انصاری در خرداد ۱۳۹۶ با قراردادی ۲ ساله به سپاهان پیوست. انصاری اولین گل خود را برای سپاهان در هفتهٔ چهارم لیگ برتر در پیروزی ۲–۰ مقابل ذوب‌آهن به‌ثمر رساند.   در پیروزی ۳–۰ سپاهان در مقابل تراکتور در هفتهٔ دوازدهم، انصاری ۲ گل زد.
انصاری در هفتهٔ شانزدهم لیگ برتر در تساوی ۱–۱ سپاهان در مقابل سایپا، گل مساوی بازی را در دقیقهٔ ۸۵ به‌ ثمر رساند. در هفتهٔ هفدهم لیگ برتر، در پیروزی پر گل ۴–۰ سپاهان در مقابل شهر خودرو، یک گل زد و یک پاس‌ گل داد. در پیروزی ۵–۰ سپاهان مقابل سیاه‌جامگان، انصاری گل دوم تیمش را زد. در بازی سپاهان در مقابل گسترش فولاد تبریز در هفتهٔ بیست و پنجم لیگ برتر، انصاری تک‌گل پیروزی‌بخش سپاهان را به‌ ثمر رساند. ساسان انصاری با زدن ۱۱ گل در ۲۹ بازی برای سپاهان، بهترین گلزن فصل سپاهان شد.
در مجموع انصاری در تمامی مسابقات برای سپاهان ۳۰ بار به میدان رفت و ۱۱ گل زد و ۲ پاس‌ گل داد.

#### فصل ۹۸–۱۳۹۷
در هفتهٔ دوم لیگ برتر، در پیروزی پرگل ۶–۱ سپاهان مقابل سپیدرود، انصاری ۲ گل زد و ۱ پاس‌ گل داد. در برد ۳–۱ سپاهان در مقابل فولاد خوزستان در هفتهٔ هفتم لیگ برتر، انصاری ۱ گل زد. در تساوی ۱–۱ سپاهان مقابل استقلال خوزستان در هفتهٔ پانزدهم لیگ برتر، انصاری گل سپاهان را زد. در مجموع، در تمامی رقابت‌ها تا پایان نیم‌فصل اول، انصاری برای سپاهان ۱۸ بازی کرد و ۴ بار گل زد و ۱ پاس‌ گل داد.

### تراکتور

#### فصل ۹۸–۱۳۹۷
در پنجرهٔ نقل و انتقالاتی نیم‌فصل دوم لیگ برتر ۹۸–۱۳۹۷، ساسان انصاری با عقد قراردادی ۲ ساله به تراکتور پیوست‌. انصاری اولین بازی خود را برای تراکتور در هفتهٔ هفدهم لیگ، در مقابل نساجی مازندران انجام داد که این بازی با نتیجهٔ ۱–۱ به پایان رسید. انصاری اولین گل خود را برای تراکتور در هفتهٔ بیست و چهارم لیگ برتر در پیروزی ۱–۰ تیمش در مقابل صنعت نفت آبادان به‌ ثمر رساند.

#### فصل ۹۹–۱۳۹۸
انصاری در پیروزی ۴–۰ تراکتور در مقابل نساجی مازندران در هفتهٔ هفتم لیگ برتر، ۲ گل تراکتور را به‌ ثمر رساند. در شکست تراکتور در هفتهٔ نهم لیگ برتر در مقابل استقلال تهران که با نتیجهٔ ۲–۴ تمام شد، انصاری گل دوم تراکتور را زد.
در جام حذفی فصل ۹۹–۱۳۹۸، انصاری به همراه تراکتور قهرمان شد. انصاری در تمامی رقابت‌ها برای تراکتور به میدان رفت اما موفق به گلزنی نشد.
در مجموع انصاری در تمامی مسابقات برای تراکتور ۳۳ بار به میدان رفت، ۵ بار گل زد و ۳ بار پاس‌ گل داد.

### بازگشت دوباره به فولاد

#### فصل ۱۴۰۰–۱۳۹۹

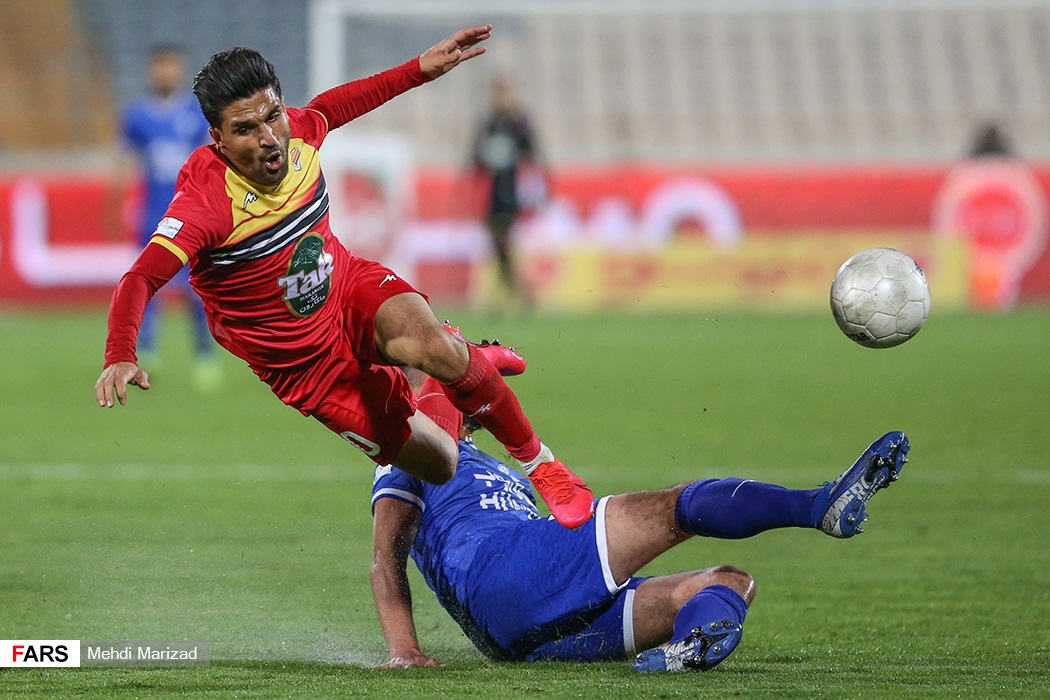
انصاری در حال بازی مقابل استقلال در سال ۱۳۹۹

انصاری در سال ۱۳۹۹ با عقد قراردادی ۱ ساله دوباره به باشگاه فولاد پیوست. در تساوی ۲–۲ فولاد در هفتهٔ اول لیگ بیستم در مقابل ذوب‌آهن، انصاری گل دوم فولاد را در دقیقهٔ ۹۷ به‌ ثمر رساند. در هفتهٔ بیستم لیگ برتر در تساوی ۱–۱ فولاد در مقابل تراکتور، انصاری گل فولاد را زد.
در این فصل، انصاری توانست به همراه فولاد در فینال جام حذفی، استقلال تهران را در فینال شکست دهد و قهرمان شود.
در پلی‌آف لیگ قهرمانان آسیا ۲۰۲۱، در پیروزی ۴–۰ فولاد در مقابل العین، انصاری یک پاس‌ گل داد.

#### فصل ۰۱–۱۴۰۰

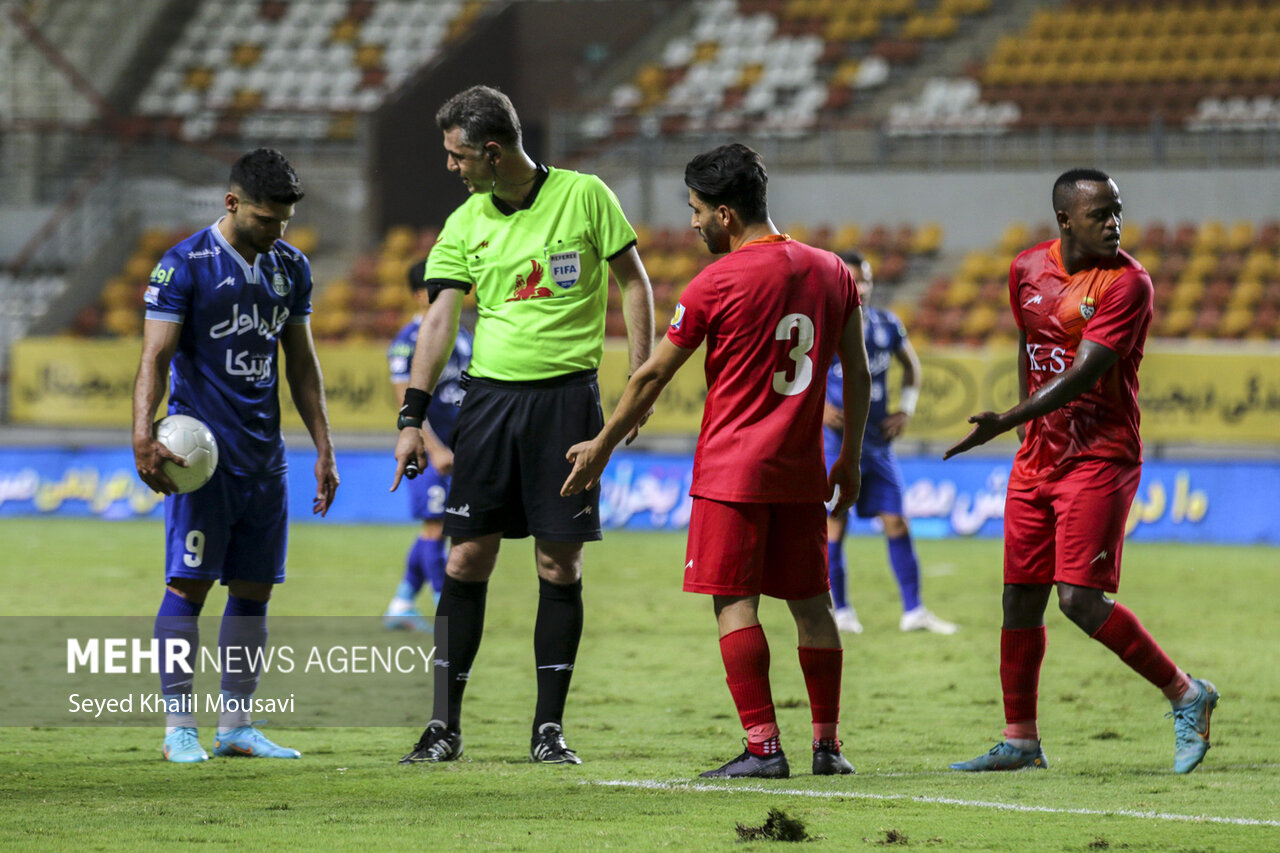
انصاری در حال بازی برای فولاد در سال ۱۴۰۰

انصاری در این فصل قرارداد خود را با فولاد، به مدت دو فصل دیگر تمدید کرد. در لیگ قهرمانان آسیا ۲۰۲۲ در پیروزی ۱–۰ فولاد در برابر آخال ترکمنستان، انصاری کاپیتان فولاد بود و در این بازی پاس‌ گل داد. فولاد با عملکرد خوبی که داشت توانست از گروه خود در لیگ قهرمانان آسیا، صعود کند. در یک شانزدهم لیگ قهرمانان آسیا در پیروزی ۱–۰ فولاد در مقابل الفیصلی، ساسان انصاری تک‌گل تیمش را زد‌‌. در مرحله یک هشتم نهایی لیگ قهرمانان آسیا،  فولاد به مصاف الهلال رفت و با گلی که در دقیقهٔ ۸۷ توسط موسی مارگا خورد، حذف شد.
در سوپر جام ۱۴۰۰، فولاد به مصاف پرسپولیس قهرمان لیگ برتر رفت، که فولاد با نتیجهٔ ۱–۰ پیروز شد و قهرمان سوپر جام شد.

#### فصل ۰۲–۱۴۰۱

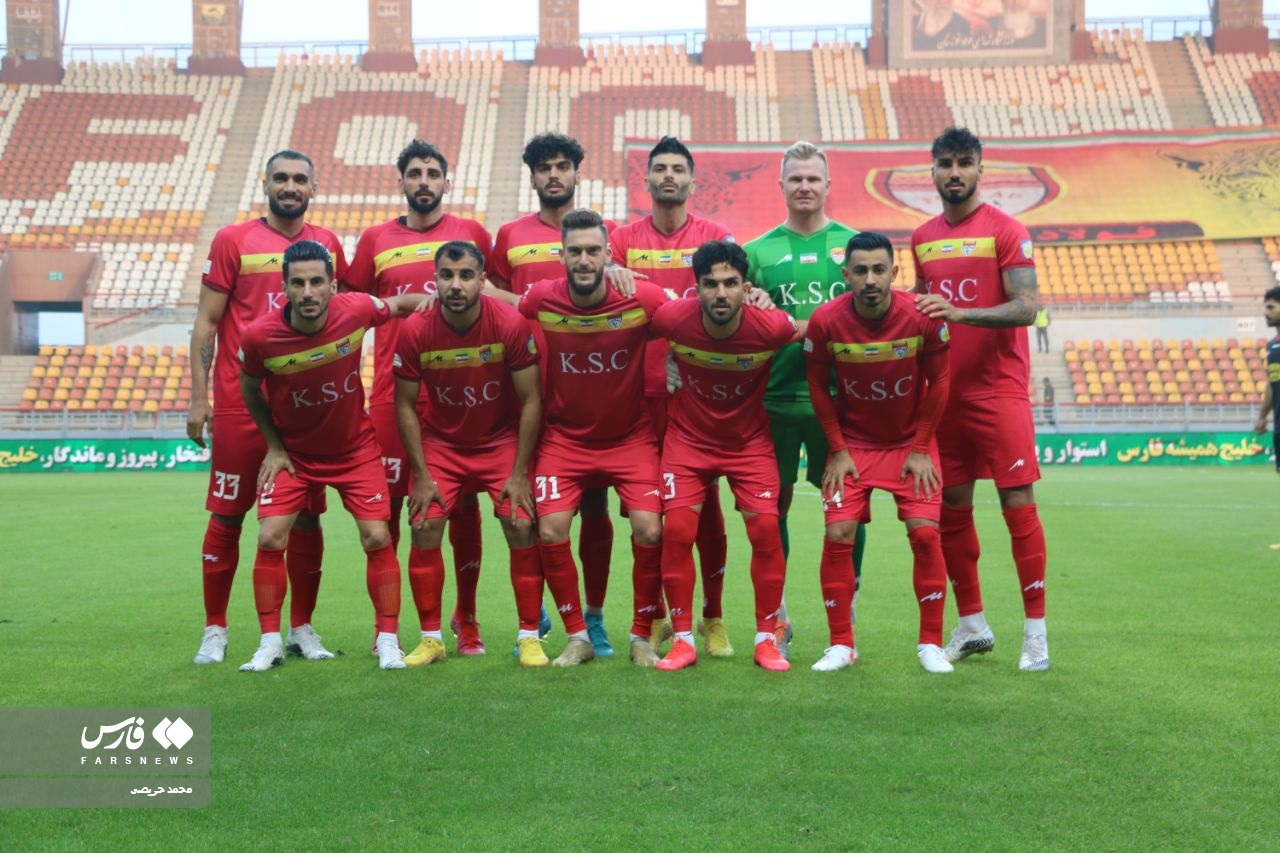
انصاری (دومین نفر نشسته از راست) در ترکیب فولاد

در این فصل، انصاری کاپیتان فولاد بود. انصاری در هفتهٔ دوازدهم لیگ برتر، در پیروزی ۴–۱ فولاد در مقابل باشگاه نفت مسجدسلیمان، گل سوم تیمش را زد. در تساوی ۱–۱ فولاد در مقابل ذوب‌آهن، انصاری گل تساوی تیمش را به‌ ثمر رساند. در پیروزی ۲–۰ فولاد در هفتهٔ بیست و پنجم لیگ در مقابل نساجی مازندران، انصاری گل دوم فولاد را زد.

#### رکورد بیشترین بازی برای فولاد در لیگ برتر خلیج فارس
در ۱۵ اردیبهشت ۱۴۰۲؛ انصاری با انجام دادن بازی مقابل ذوب‌آهن، به رکورد ۲۱۶ بازی با پیراهن فولاد در لیگ برتر رسید و رکورد جلال کاملی‌مفرد را شکست و رکوردار بیشترین بازی در تاریخ لیگ برتر برای فولاد شد.
در اولین بازی فولاد در جام حذفی ۰۲–۱۴۰۱ که با برد ۲–۰ فولاد در مقابل خوشه طلایی انجام شد، انصاری دومین گل فولاد را به‌ ثمر رساند. فولاد در مرحله بعد مقابل گل‌گهر ۰–۱ شکست خورد و حذف شد. در این مسابقات انصاری کاپیتان فولاد بود.
انصاری با زدن ۳ گل برای فولاد در لیگ برتر این فصل، به‌ همراه مجید علیاری، موسی کولیبالی و محمدامین حزباوی، بهترین گلزن فولاد در لیگ برتر شد. همچنین به طور مشترک با محمدامین حزباوی با زدن ۴ گل در تمامی رقابت‌ها برای فولاد، بهترین گلزن فصل فولاد شد.

#### فصل ۰۳–۱۴۰۲
انصاری در ۹ تیر ۱۴۰۲؛ قرارداد خود را با فولاد به مدت ۲ فصل دیگر تمدید کرد. انصاری اولین گل فصل خود را در بازی هفتهٔ هفتم لیگ برتر در پیروزی ۱–۰ فولاد، در مقابل هوادار به ثمر رساند. در هفتهٔ دهم انصاری تک‌گل پیروزی‌بخش فولاد را در مقابل آلومینیوم اراک به ثمر رساند. در شکست ۱–۳ فولاد مقابل سپاهان، انصاری تک‌گل فولاد را به عادل آرغند پاس داد. در هفتهٔ پانزدهم در پیروزی ۱–۰ فولاد مقابل نساجی مازندران، انصاری تک‌گل فولاد را به‌ ثمر رساند. در سه هفتهٔ متوالی هفدهم، هجدهم و نوزدهم، مقابل صنعت نفت آبادان، ملوان و پرسپولیس، ساسان انصاری توانست ۳ پاس گل ثبت کند. در تساوی ۱–۱ فولاد در مقابل آلومینیوم اراک، انصاری تک‌گل فولاد را به‌ ثمر رساند. در دو بازی متوالی هفته‌های بیست و هشتم و بیست و نهم در مقابل ذوب‌آهن و پیکان، انصاری ۲ پاس گل داد. در آخرین هفتهٔ لیگ برتر در پیروزی ۱–۰ فولاد در مقابل نساجی، انصاری گل زد که باعث شد فولاد در لیگ برتر بماند و به لیگ آزادگان سقوط نکند.
در نهایت در پایان فصل انصاری با زدن ۵ گل و دادن ۶ پاس گل بهترین گلزن و بهترین پاسور فصل فولاد شد.

#### فصل ۰۴–۱۴۰۳
ساسان انصاری اولین بازی فصل لیگ برتر را به عنوان بازیکن تعویضی در مقابل نساجی مازندران به میدان رفت  که با پیروزی فولاد همراه بود. در هفتهٔ چهارم لیگ برتر در تساوی ۱–۱ مقابل خیبر خرم‌آباد، انصاری اولین گل بازی را به‌ علی‌اصغر اعرابی پاس داد. در دو بازی متوالی، در هفته‌های هفتم و هشتم انصاری موفق به گلزنی مقابل تراکتور و آلومینیوم اراک شد. به ترتیب نتایج این بازی‌ها ۲–۱ به نفع فولاد و ۲–۴ به نفع آلومینیوم اراک شد. انصاری گل دوم فولاد را توانست در پیروزی مقابل تراکتور در دقیقهٔ ۵۴ به ثمر برساند. در پیروزی ۲–۱ فولاد در هفتهٔ سیزدهم لیگ برتر مقابل چادرملو اردکان، انصاری گل اول فولاد را در دقیقهٔ ۳ روی پاس علی‌اصغر اعرابی به ثمر رساند. در پیروزی ۱–۰ فولاد در مقابل شمس‌آذر در هفتهٔ بیست و هفتم لیگ برتر، انصاری یک پاس گل داد. در تساوی ۱–۱ فولاد مقابل چادرملو اردکان در هفتهٔ بیست و هشتم لیگ برتر، انصاری گل تساوی فولاد را به‌ ثمر رساند. در پایان رقابت‌ها باشگاه فولاد با کسب ۵۳ امتیاز، رتبه چهارم شد.
در اولین بازی جام حذفی فولاد مقابل فولاد هرمزگان، که در وقت قانونی با تساوی ۱–۱ به ثمر رسید، انصاری یک پاس گل داد. در ضربات پنالتی فولاد موفق به پیروزی شد اما انصاری پنالتی خود را خراب کرد. در دومین بازی فولاد در جام حذفی مقابل پیکان، انصاری یک پاس گل داد و بازی ۲–۰ به نفع فولاد شد اما در پایان بازی، ۲–۳ فولاد شکست خورد و حذف شد.

#### فصل ۰۵–۱۴۰۴
در ۱۷ تیر ۱۴۰۴؛ ساسان انصاری‌، کاپیتان باسابقهٔ فولاد، باتوجّه به اینکه پیشنهادهایی از باشگاه‌های دیگر لیگ‌ برتری داشت، تصمیم گرفت قرارداد خود را با فولاد تمدید کند تا پانزدهمین فصل حضورش در فولاد را تجربه کند.

## عملکرد ملی
در اسفند سال ۱۳۹۵، انصاری برای اولین بار توسط کارلوس کی‌روش برای مسابقات مقدماتی جام جهانی ۲۰۱۸ به تیم ملی ایران دعوت شد.

## آمار

### آمار باشگاهی
| باشگاه         | لیگ            | فصل            | لیگ برتر | لیگ برتر | جام حذفی | جام حذفی | آسیا | آسیا | سوپرجام | سوپرجام | مجموع | مجموع |
| باشگاه         | لیگ            | فصل            | بازی     | گل       | بازی     | گل       | بازی | گل   | بازی    | گل      | بازی  | گل    |
| -------------- | -------------- | -------------- | -------- | -------- | -------- | -------- | ---- | ---- | ------- | ------- | ----- | ----- |
| فولاد          | لیگ برتر       | ۸۹–۱۳۸۸        | ۲        | ۰        | _        | _        | _    | _    | _       | _       | ۲     | ۰     |
| فولاد          | لیگ برتر       | ۹۱–۱۳۹۰        | ۱۶       | ۲        | _        | _        | _    | _    | _       | _       | ۱۶    | ۲     |
| فولاد          | لیگ برتر       | ۹۲–۱۳۹۱        | ۱۹       | ۰        | _        | _        | _    | _    | _       | _       | ۱۹    | ۰     |
| فولاد          | لیگ برتر       | ۹۳–۱۳۹۲        | ۱۲       | ۰        | _        | _        | ۸    | ۰    | _       | _       | ۲۰    | ۰     |
| فولاد          | لیگ برتر       | ۹۴–۱۳۹۳        | ۲۸       | ۳        | ۱        | ۰        | ۶    | ۰    | _       | _       | ۳۵    | ۳     |
| فولاد          | لیگ برتر       | ۹۵–۱۳۹۴        | ۲۸       | ۹        | ۲        | ۱        | _    | _    | _       | _       | ۳۰    | ۱۰    |
| مجموع فولاد    | مجموع فولاد    | مجموع فولاد    | ۱۰۵      | ۱۴       | ۳        | ۱        | ۱۴   | ۰    | _       | _       | ۱۲۲   | ۱۵    |
| پرسپولیس       | لیگ برتر       | ۹۶–۱۳۹۵        | ۲        | ۰        | ۰        | ۰        | ۰    | ۰    | ۰       | ۰       | ۰     | ۰     |
| مجموع پرسپولیس | مجموع پرسپولیس | مجموع پرسپولیس | ۲        | ۰        | ۰        | ۰        | ۰    | ۰    | ۰       | ۰       | ۲     | ۰     |
| فولاد          | لیگ برتر       | ۹۶–۱۳۹۵        | ۲۵       | ۱۶       | ۳        | ۲        | _    | _    | _       | _       | ۲۸    | ۱۸    |
| مجموع فولاد    | مجموع فولاد    | مجموع فولاد    | ۲۵       | ۱۶       | ۳        | ۲        | _    | _    | _       | _       | ۲۸    | ۱۸    |
| سپاهان         | لیگ برتر       | ۹۷–۱۳۹۶        | ۲۹       | ۱۱       | ۱        | ۰        | _    | _    | _       | _       | ۳۰    | ۱۱    |
| سپاهان         | لیگ برتر       | ۹۸–۱۳۹۷        | ۱۵       | ۴        | ۳        | ۰        | _    | _    | _       | _       | ۱۸    | ۴     |
| مجموع سپاهان   | مجموع سپاهان   | مجموع سپاهان   | ۴۴       | ۱۵       | ۴        | ۰        | _    | _    | _       | _       | ۴۸    | ۱۵    |
| تراکتور        | لیگ برتر       | ۹۸–۱۳۹۷        | ۱۳       | ۱        | ۰        | ۰        | _    | _    | _       | _       | ۱۳    | ۱     |
| تراکتور        | لیگ برتر       | ۹۹–۱۳۹۸        | ۳۰       | ۵        | ۳        | ۰        | _    | _    | _       | _       | ۳۳    | ۵     |
| مجموع تراکتور  | مجموع تراکتور  | مجموع تراکتور  | ۴۳       | ۶        | ۳        | ۰        | _    | _    | _       | _       | ۴۶    | ۶     |
| فولاد          | لیگ برتر       | ۱۴۰۰–۱۳۹۹      | ۲۸       | ۳        | ۴        | ۰        | ۶    | ۰    | _       | _       | ۳۸    | ۳     |
| فولاد          | لیگ برتر       | ۰۱–۱۴۰۰        | ۲۸       | ۰        | ۱        | ۰        | ۸    | ۱    | ۱       | ۰       | ۳۸    | ۱     |
| فولاد          | لیگ برتر       | ۰۲–۱۴۰۱        | ۲۹       | ۳        | ۲        | ۱        | _    | _    | _       | _       | ۳۱    | ۴     |
| فولاد          | لیگ برتر       | ۰۳–۱۴۰۲        | ۲۹       | ۵        | ۱        | ۰        | _    | _    | _       | _       | ۳۰    | ۵     |
| فولاد          | لیگ برتر       | ۰۴–۱۴۰۳        | ۲۹       | ۴        | ۲        | ۰        | -    | -    | -       | -       | ۳۱    | ۴     |
| مجموع فولاد    | مجموع فولاد    | مجموع فولاد    | ۱۴۳      | ۱۵       | ۹        | ۱        | ۱۴   | ۱    | ۱       | ۰       | ۱۶۸   | ۱۷    |
| مجموع آمار     | مجموع آمار     | مجموع آمار     | ۳۶۳      | ۶۶       | ۲۲       | ۴        | ۲۸   | ۱    | ۱       | ۰       | ۴۱۴   | ۷۱    |

تاریخ بروزرسانی: ۳۱ اردیبهشت ۱۴۰۴

#### پاس‌ گل
| فصل       | تیم      | پاس گل |
| --------- | -------- | ------ |
| ۲۰۱۲–۲۰۱۱ | فولاد    | ۱      |
| ۲۰۱۳–۲۰۱۲ | فولاد    | ۰      |
| ۲۰۱۴–۲۰۱۳ | فولاد    | ۴      |
| ۲۰۱۵–۲۰۱۴ | فولاد    | ۱      |
| ۲۰۱۶–۲۰۱۵ | فولاد    | ۶      |
| ۲۰۱۷–۲۰۱۶ | پرسپولیس | ۰      |
| ۲۰۱۷–۲۰۱۶ | فولاد    | ۴      |
| ۲۰۱۸–۲۰۱۷ | سپاهان   | ۲      |
| ۲۰۱۹–۲۰۱۸ | سپاهان   | ۱      |
| ۲۰۱۹–۲۰۱۸ | تراکتور  | ۰      |
| ۲۰۲۰–۲۰۱۹ | تراکتور  | ۳      |
| ۲۰۲۱–۲۰۲۰ | فولاد    | ۳      |
| ۲۰۲۲–۲۰۲۱ | فولاد    | ۴      |
| ۲۰۲۳–۲۰۲۲ | فولاد    | ۴      |
| ۲۰۲۴–۲۰۲۳ | فولاد    | ۶      |
| ۲۰۲۵–۲۰۲۴ | فولاد    | ۴      |
| مجموع     | مجموع    | ۴۳     |

تاریخ بروزرسانی: ۱۳ تیر ۱۴۰۴

## افتخارات

### باشگاهی

#### فولاد خوزستان
- لیگ برتر خلیج فارس (۱): ۹۳–۱۳۹۲
- جام حذفی ایران (۱): ۱۴۰۰–۱۳۹۹
- سوپر جام ایران (۱): ۱۴۰۰

#### تراکتور
- جام حذفی ایران (۱): ۹۹–۱۳۹۸

### فردی
- تیم منتخب لیگ برتر خلیج فارس (۱): ۹۶–۱۳۹۵